# Вижница
Ви́жница (укр. Вижниця) — город в Черновицкой области Украины. Административный центр Вижницкой городской общины и Вижницкого района.

## Географическое положение
Город расположен на границе Черновицкой и Ивано-Франковской областей, при впадении речки Виженка в речку Черемош, в Вижницком ущелье Карпат, за 70 км от областного центра.

## История
В 1855 году Вижница стала местечком, население которого в 1895 году составляло 4165 человек.
Поскольку Вижница являлась центром художественных промыслов (резьба по дереву, инкрустация по металлу и вышивка), в 1905 году здесь была создана художественная школа, в которой обучались 20 человек.
В ходе первой мировой войны Вижница оказалась в зоне боевых действий и серьёзно пострадала, к концу войны её население сократилось до 500 человек. В ноябре 1918 года она была оккупирована румынскими войсками и включена в состав Румынии.
28 июня 1940 года в составе Северной Буковины вошла в состав СССР, город и районный центр с 1940 года.
Находившиеся здесь промышленные предприятия (два лесопильных завода, фанерная фабрика и три водяных мельницы) были национализированы. В дальнейшем, лесопильные заводы и фанерную фабрику объединили в деревообрабатывающий комбинат. Также здесь были организованы три артели, объединившие ремесленников (артель «Червона зірка», артель «Червоний хутровик» и артель имени Полины Осипенко), созданы библиотека и клуб, началась ликвидация неграмотности. 1 октября 1940 года была открыта больница.
14 декабря 1940 года на базе художественной школы было создано художественно-промышленное училище с тремя отделениями.
В ходе Великой Отечественной войны 6 июля 1941 года был оккупирован немецко-румынскими войсками. В период оккупации всё еврейское население было уничтожено. Перед отступлением оккупанты разграбили город, разрушили электростанцию и культурно-образовательные учреждения (общий ущерб городу за период оккупации составил свыше 64 млн. рублей).
Освобождён 31 марта 1944 года войсками 1-го Украинского фронта в ходе Проскуровско-Черновицкой операции:
- 1-я танковая армия — передовой отряд 24-й стрелковой дивизии (генерал-майор Прохоров Фёдор Александрович) 11-го гвардейского танкового корпуса (генерал-лейтенант танковых войск Гетман Андрей Лаврентьевич)[8].

25 февраля 1945 года здесь началось издание районной газеты, в 1946 году начал работу радиоузел.
После войны город был восстановлен. В 1951 году Вижница являлась центром лесной и деревообрабатывающей промышленности, в это время здесь действовали два лесопильных завода, деревообрабатывающий комбинат и несколько других предприятий. В 1962 году здесь был построен широкоэкранный кинотеатр на 350 мест.
В 1968 году численность населения составляла 4,6 тыс. человек, здесь действовали деревообрабатывающий комбинат, маслодельный завод, училище прикладного искусства.
В январе 1989 года численность населения составляла 5708 человек, основой экономики в это время являлись деревообрабатывающий комбинат и художественные промыслы.
В мае 1995 года Кабинет министров Украины утвердил решение о приватизации находившихся в городе деревообрабатывающего комбината, райсельхозтехники и райсельхозхимии. В октябре 1995 года было утверждено решение о приватизации маслозавода.
С июня 2011 года на Украине была возобновлена работа стационарных постов дорожно-патрульной службы ГАИ МВД Украины, и на 42-м километре автотрассы Р-62 был построен стационарный пост ГАИ «Вижница».

### Вижницкий хасидизм
В 1854 году в Вижнице поселился раввин Менахем Мендель Хагер сын ребе из Косова из последователей Бааль Шем Това. Он быстро собрал вокруг себя много последователей и сделал Вижницу центром хасидской династии. В 1884 году рав Менахем Мендель умер и ему наследовал его сын Барух, который руководил хасидской общиной до 1892 года. После его смерти ребе в Вижнице стал его сын Исраэль. Рав Исраэль основал в городе хасидскую иешиву, куда приезжали учиться хасиды со всей Буковины. В 1914 Вижница оказалась в зоне боевых действий и раби Исраэль вскоре покинул город и создал новый центр в городе Орадя в Румынии. В 1922 году в город вернулся сын Исраэля рав Элиэзер и возглавлял хасидский двор там до 1940 года и присоединения Буковины к СССР.

## Население
На 1 января 2013 года численность населения составляла 4207 человек.

### Языковой состав
Родной язык населения по данным переписи 2001 года:
| Язык       | Численность, чел. | Доля     |
| ---------- | ----------------- | -------- |
| Украинский | 4 672             | 95,02 %  |
| Русский    | 220               | 4,47 %   |
| Другие     | 25                | 0,51 %   |
| Итого      | 4 917             | 100,00 % |

## Известные уроженцы и жители

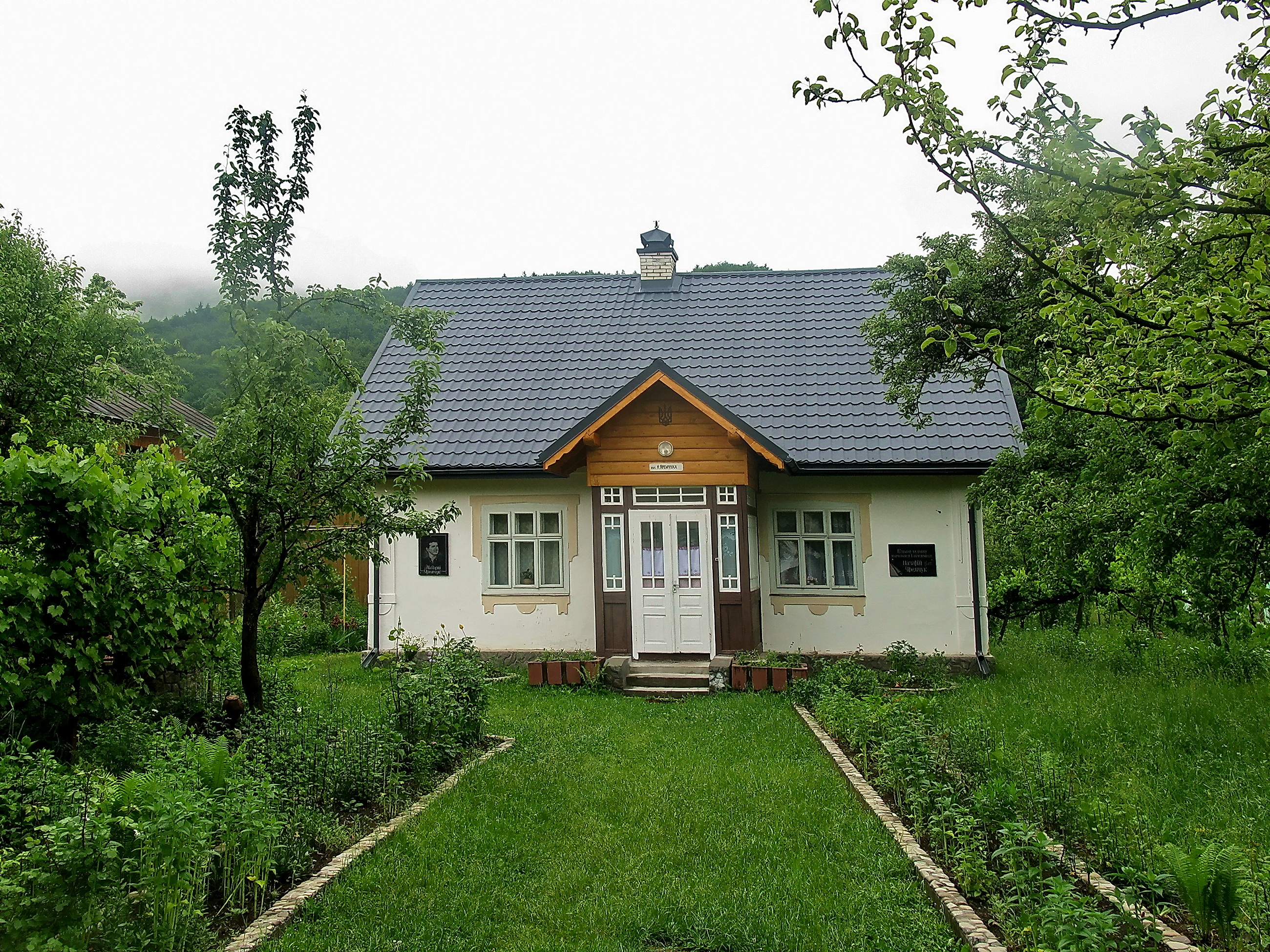
Дом Назария Яремчука

- Афанасий (Макуров) (1825—1905) — митрополит Белокриницкий, Буковинский и Бессарабский
- Йосеф Бург — еврейский прозаик.
- Отто Премингер — режиссёр, актёр и продюсер.
- Назарий Яремчук — известный украинский певец.
- Хагер, Менахем Мендель — первый вижницкий ребе.
- Хагер, Барух — второй вижницкий ребе.
- Хагер, Исраэль — третий вижницкий ребе.

## Транспорт
- железнодорожная станция Вижница[2][6][7] Львовской железной дороги